# Matsuo Shogo
Shogo Matsuo (sinh ngày 28 tháng 7 năm 1987) là một cầu thủ bóng đá người Nhật Bản.

## Sự nghiệp câu lạc bộ
Shogo Matsuo đã từng chơi cho Arte Takasaki, AC Nagano Parceiro và FC Ryukyu.